# スズキ・X-90
X-90（エックス・ナインティ）は、スズキがかつて製造・販売していた小型クロスオーバーSUV（CUV）である。

## 概要
1993年の東京モーターショーや欧州の各モーターショーに参考出品車として出展し、海外のユーザーから好評を受けた各国の取引先ディーラーから一定のオーダーがあったため市販化された。日本では1995年10月から1999年1月末まで販売されたが、2ドア・2シーターのノッチバッククーペ型のクロスオーバーSUVという独特かつ特異なコンセプトゆえ、売れ行きは芳しくなかった。日本国内での総販売台数は1,348台だった。
車名は開発コードネームからそのまま命名されている。日本においては一般的に「エックスキュージュー」「エックスキューマル」と発音されることもある。
完全な2シーターで独立したトランクを持つノッチバック（3ボックス）クーペ型であるが、初代エスクードの2ドアモデルをベースとしており、ホイールベースも2,200mmと共通である。そのため車体構造は一般的な乗用車やクロスオーバーSUVに見られるモノコックではなく、強度の高いラダーフレームを持つ。
サスペンションもエスクードと同様で、前輪がマクファーソンストラット+コイルスプリングで、後輪がセンターウィシュボーン（センターAアーム）付きトレーリングリンク（トレーリングアーム）+コイルスプリングとなっている。最低地上高はSUVとしては低めの160mmに設定されている。
エンジンは1.6L SOHC 16バルブ（100PS/14.0Kgm）のオールアルミ製G16A型ガソリンエンジンを搭載する。駆動方式はパートタイム4WDで、5速MTと4速ATが選べた。
屋根はワンタッチで脱着可能なグラスルーフを持つTバールーフ構造で、室内側には天井トリムに合わせた素材のサンシェード（日除け）が標準で付く。同社のカプチーノ同様、取り外した屋根を専用カバーに入れてリアトランク内に収納するが、リアウインドウは固定式で、脱着や収納はできない。トランクリッドにはハイマウントストップランプを内蔵したリアスポイラーを標準装備する。
シートはセミバケットで、表皮は柄物のマリンカラーで専用だが、その他の内装部品にはエスクードからの流用部品も多い。
ボディカラーは当初、サターンブラックメタリックとアンタレスレッドのみであったが、のちにマーキュリーシルバーメタリックも追加された。

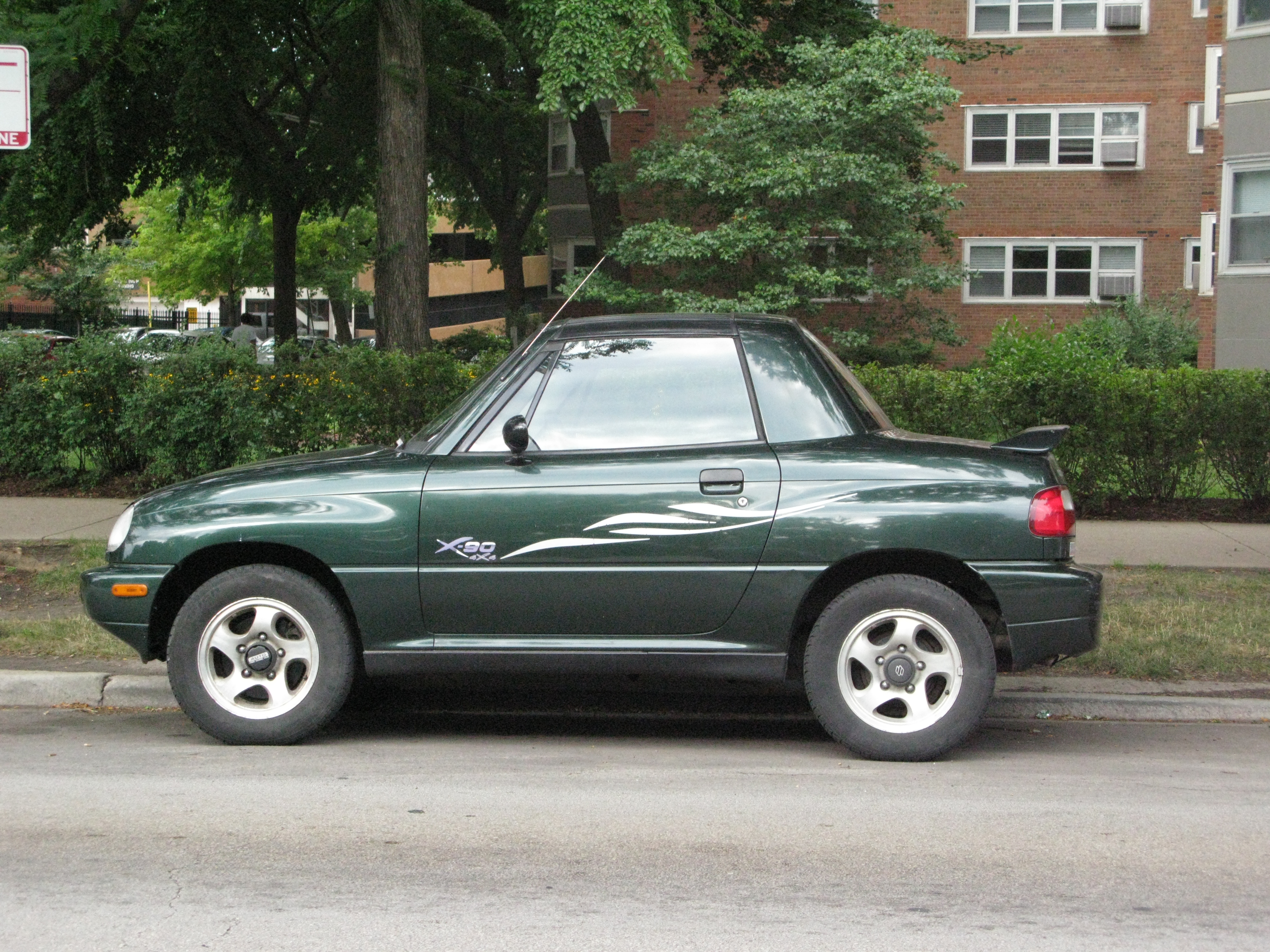
特徴的なプロポーション
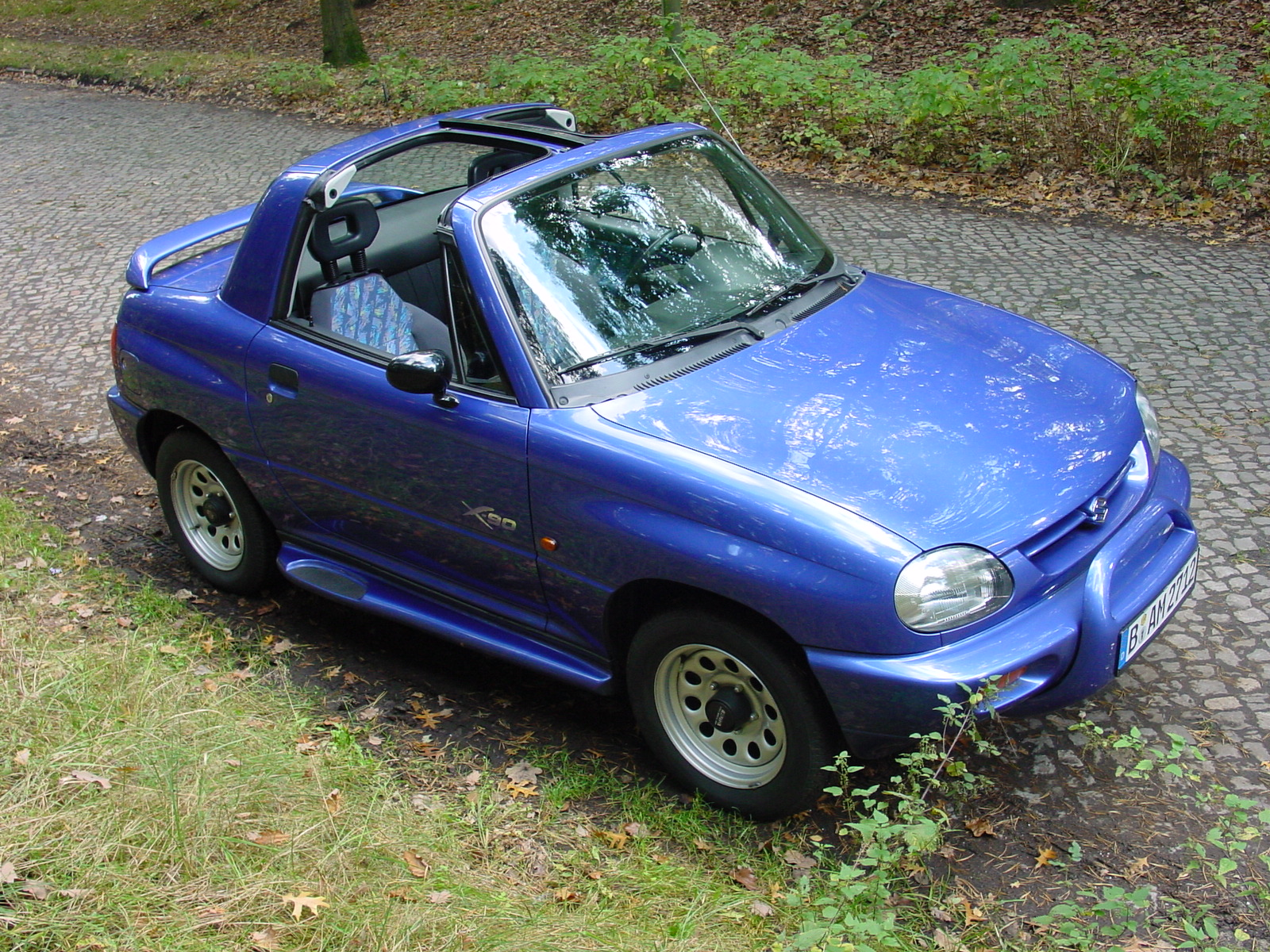
オープン時